# Josef Keßler (Politiker)
Josef Keßler (* 28. März 1885 in Bartholomäberg; † 19. September 1967 ebenda) war ein österreichischer Politiker (CSP/ÖVP) und Landwirt. Er war Bürgermeister von Bartholomäberg und von 1945 bis 1949 Abgeordneter zum Vorarlberger Landtag.

## Ausbildung und Beruf
Keßler besuchte zwischen den Jahren 1891 und 1899 die Volksschule Bartholomäberg und arbeitete zwischen 1906 und 1917 als Aushilfslehrer in Gantschier. Ab 1917 arbeitete er am elterlichen Bauernhof mit. Neben seiner landwirtschaftlichen Tätigkeit war er ab den 1920er Jahren auch als Gemischtwarenhändler tätig.

## Politik und Funktionen
Keßler war Mitglied der Christlichsozialen Partei und gehörte von 1913 bis 1927 der Gemeindevertretung von Bartholomäberg an. Er übernahm am 12. Juli 1927 das Amt des Gemeindevorstehers bzw. Bürgermeisters und übte dieses Amt bis zum 13. Juni 1938 aus. Zudem war er in der Zwischenkriegszeit von 1920 bis 1926 Schriftführer und Obmann der Sektion Montafon des Landeskulturrates. Nach dem Zweiten Weltkrieg übernahm er bei Kriegsende per 8. Mai 1945 erneut das Amt des Bürgermeisters von Bartholomäberg, das er bis 1964 führte. Er war zudem von 1946 bis 1961 Mitglied des Landesbauernrates Vorarlberg und von 1949 bis 1965 Repräsentant des Standes Montafon. Er fungierte von 1949 bis 1965 als Obmann des Musikvereins Bartholomäberg und war Obmann und Mitbegründer des Viehzuchtvereins Bartholomäberg. Des Weiteren wirkte er als Mitglied des Kuratoriums der Landeshypothekenbank, als Mitglied im Fürsorgebeirat der Bezirkshauptmannschaft Bludenz und war Mitglied des Pfarrkirchenrates Bartholomäberg.
Als Abgeordneter des Wahlbezirkes Bludenz vertrat er die ÖVP zwischen dem 11. Dezember 1945 und dem 24. Oktober 1949 im Vorarlberger Landtag, wo er Mitglied im Landwirtschaftlichen Ausschuss und Ersatzmitglied im Volkswirtschaftlichen Ausschuss war. Er gehörte neben der ÖVP auch dem Bauernbund an und war innerparteilich als Mitglied der Landesparteileitung der ÖVP Vorarlberg und Vorstandsmitglied des Bezirksbauernbundes Montafon aktiv. Zudem war er von 1920 bis 1938 und von 1946 bis 1961 Obmann des Bezirksbauernbundes Montafon.

## Privates
Keßler wurde als Sohn des Landwirts und Gemeindevorstehers Franz Josef Keßler (1827–1894) und seiner Gattin Anna Maria Ganahl (1841–1919) geboren. Er heiratete am 9. Februar 1914 Regina Zudrell (1883–1948) und war Vater von drei Söhnen und zwei Töchtern, die zwischen 1914 und 1920 geboren wurden.

## Auszeichnungen
- Ehrenbürger der Gemeinde Bartholomäberg (1959)
- Ehrenobmann des Musikvereins Bartholomäberg (1965)
- Silbernes Ehrenzeichen des Landes Vorarlberg
- Ehrenobmann des Bezirksbauernbundes Montafon